# Orthocladius excavatus
Orthocladius excavatus är en tvåvingeart som beskrevs av Lars Zakarias Brundin 1947. Orthocladius excavatus ingår i släktet Orthocladius och familjen fjädermyggor.
Artens utbredningsområde är Alberta. Arten är reproducerande i Sverige. Inga underarter finns listade i Catalogue of Life.